# مقاطعة كوفي (تينيسي)
مقاطعة كوفي (بالإنجليزية: Coffee County, Tennessee)‏ هي إحدى مقاطعات ولاية تينيسي في الولايات المتحدة. تأسست سنة 1836، وتبلغ مساحتها 1125 كم2، بلغ عدد سكانها 52796 نسمة في عام 2010 حسب إحصاء مكتب تعداد الولايات المتحدة وتصل الكثافة السكانية فيها 43 نسمة/كم2.

## وصلات خارجية
- coffeecountytn.org